# Liste der Bischöfe von Segovia
Die folgenden Personen waren Bischöfe von Segovia (Spanien):
- Heiliger Jeroteo
- (Desconocido) (um 527)
- Peter (um 589)
- Miniciano (um 610)
- Anserico (um 633–653)
- Sinduito (um 675)
- Deodato (um 681–688)
- Decenio (um 693–695)
- Ilderedo (um 940)
- Pedro de Agén (1112–¿1149?)
- Juan (1149–1151)
- Vicente (1154–1156)
- Guillermo (1158–1170)
- Gonzalo (1177–1192)
- Gutierre Girón (1195)
- Gonzalo I. Miguel (1196–1211)
- Gerardo (1214–h. 1224)
- Bernardo (1224–1248)
- Rodrigo (1248–1249)
- Raimundo Losanna (1249–1259)
- Martín (1260–1264)
- Fernando Velázquez (1265–1277)
- Rodrigo Tello (1279–1288)
- Blas (1289–1300)
- Fernando Sarracín (1301–1318)
- Benito Pérez (1318–1319)
- Amado (1320–1321)
- Pedro de Cuéllar (1324–1350)
- Blasco de Portugal (1351–1353)
- Pedro Gómez Gudiel (1353–13..)
- Gonzalo II. (1355–1358)
- Juan Lucero (1361–13..)
- Martín de Cande (1364–13..)
- Juan Sierra (1370–1374)
- Gonzalo III. (1374)
- Hugo de Alemania (1374–1388)
- Juan Serrano (1388–1389)
- Gonzalo González de Bustamante (1389–1392)
- Alfonso de Frias (1392–1394)
- Alfonso Correa (1394–1398)
- Juan Vázquez de Cepeda (1398–1437)
- Lope de Barrientos (1438–1441)
- Juan de Cervantes (1441–1449)
- Luis de Acuña y Osorio (1449–1456)
- Fernando López de Villaescusa (1457–1460)
- Juan Arias de Ávila (1461–1497)
- Juan Arias de Villar (1498–1501)
- Juan Ruiz de Medina (1502–1507)
- Fadrique de Portugal Noreña OSB (1508–1519) (dann Bischof von Sigüenza)
- Diego Ribera de Toledo (1511–1543)
- Antonio Ramírez de Haro (1543–1549)
- Gaspar Zúñiga Avellaneda (1550–1558) (dann Erzbischof von Santiago de Compostela)
- Francisco de Santa María Benavides Velasco OSH (1558–1560)
- Martín Pérez de Ayala (1560–1564) (dann Erzbischof von Valencia)
- Diego de Covarrubias y Leyva (1564–1577) (dann Bischof von Cuenca)
- Francisco Sancho Allepuz (1577–1578)
- Gregorio Antonio Gallo de Andrade (1577–1579)
- Luis Tello Maldonado (1580–1581)
- Andrés Cabrera Bobadilla (1582–1586) (dann Erzbischof von Saragossa)
- Francisco Ribera Obando OSA (1586–1587)
- Andrés Pacheco (1587–1601) (dann Bischof von Cuenca)
- Maximiliano de Austria (1601–1603) (dann Erzbischof von Santiago de Compostela)
- Pedro Castro Nero (1603–1611) (dann Erzbischof von Valencia)
- Antonio Idiáquez Manrique (1613–1615)
- Juan Vigil de Quiñones y Labiada (1616–1617)
- Alfonso Márquez de Prado (1618–1621)
- Iñigo Brizuela Artiaga OP (1622–1624)
- Melchor Moscoso Sandoval (1624–1626)
- Mendo de Benavides (1633–1640) (dann Bischof von Cartagena)
- Pedro Tapia OP (1641–1645) (dann Bischof von Sigüenza)
- Pedro Neila (1645–1648)
- Juan del Pozo Horta OP (1656–1660)
- Francisco de Zárate y Terán (1661–1664)
- Diego Escolano y Ledesma (1664–1668)
- Jerónimo Mascareñas (1668–1671)
- Matías Moratinos Santos (1672–1682)
- Francisco Antonio Caballero (1683)
- Andrés de Angulo (1685–1687)
- Fernando de Guzmán (1688–1694)
- Bartolomé de Ocampo y Mata (1694–1699)
- Baltasar de Mendoza y Sandoval (1699–1727)
- Domingo Valentín Guerra Arteaga y Leiba (1728–1742)
- Diego García Medrano (1742–1752)
- Manuel Murillo Argáiz (1752–1765)
- Juan José Martínez Escalzo (1765–1773)
- Alfonso Marcos Llanes (1774–1783) (dann Erzbischof von Sevilla)
- Juan Francisco Jiménez del Río (1785–1795) (dann Erzbischof von Valencia)
- José Sáenz Santamaría (1797–1813)
- Isidoro Pérez Celis OSCam (1814–1827)
- Isidoro Bonifacio López Pulido OSB (1827–1827)
- Juan Nepomuceno Lera Cano (1828–1831)
- Joaquín Briz OP (1831–1837)
- Francisco de La Puente OP (1848–1854)
- Rodrigo Moreno Echevarría Briones OSB (1857–1875)
- Antonio García y Fernández (1876–1890)
- José Proceso Pozuelo y Herrero (1890–1898) (dann Bischof von Córdoba)
- José Ramón Quesada y Gascón (1898–1900)
- José Cadena y Eleta (1901–1904) (dann Bischof von Vitoria)
- Julián Miranda y Bistuer (1904–1913)
- Remigio Gandásegui y Gorrochátegui (1914–1920) (dann Erzbischof von Valladolid)
- Manuel de Castro y Alonso (1920–1928) (dann Erzbischof von Burgos)
- Luciano Pérez Platero (1929–1944) (dann Erzbischof von Burgos)
- Daniel Llorente y Federico (1944–1969)
- Antonio Palenzuela Velázquez (1969–1995)
- Luis Gutiérrez Martín CMF (1995–2007)
- Ángel Rubio Castro (2007–2014)
- César Augusto Franco Martínez (2014–2024)
- Jesús Vidal Chamorro (seit 2024)